# Carlos Sastre Varela
Carlos Sastre Varela (Madrid, España, 3 de agosto de 1968) es un exfutbolista español que se desempeñaba como centrocampista.

## Clubes
| Club              | País   | Año       |
| ----------------- | ------ | --------- |
| Real Madrid "B"   | España | 1988-1990 |
| C. F. Extremadura | España | 1994-1996 |
| S. D. Compostela  | España | 1996-1997 |
| Rayo Vallecano    | España | 1998      |
| Levante U. D.     | España | 1998-1999 |